# Белецкий, Иван Викторович
Иван Викторович Белецкий (1902, село Ивановка, Елисаветградский уезд, Херсонская губерния, Российская империя — ?) — советский партийный деятель, председатель Ровенского горисполкома, заместитель председателя исполнительного комитета Ровенского областного совета депутатов трудящихся. Депутат Верховного Совета УССР 1-2-го созывов (с 1940 года).

## Биография
Родился в селе Ивановка, теперь Новоархангельского района Кировоградской области, в многодетной семье кузнеца. Трудовую деятельность начал в тринадцатилетнем возрасте, батрачил у зажиточных крестьян.
С 1917 года работал молотобойцем у кузнеца-кустаря в селе Ивановке. В 1918—1919 годах — боец красного отряда по борьбе с бандитизмом" в Елисаветградском уезде, участник гражданской войны.
Потом был организатором крестьянской молодежи, руководителем первой на селе комсомольской организации. С 1921 по 1924 год работал председателем сельского совета в Хмелевском районе Елизаветградской области.
В 1924—1925 годах — в Красной армии. Член ВКП(б) с 1925 года.
До 1932 года — на советской и кооперативной работе, был одним из организаторов колхозов, активистом коллективизации.
В 1934 году окончил Одесскую высшую сельскохозяйственную школу имени Кагановича.
В 1934—1939 годах — заведующий Привольненского районного земельного отдела Одесской области; председатель исполнительного комитета Привольненского районного совета депутатов трудящихся Одесской (с 1937 года — Николаевской) области.
В декабре 1939 — июне 1941 года — председатель (с января 1941 года — председатель исполнительного комитета) Ровенского городского совета депутатов трудящихся Ровенской области.
С октября 1941 года — в Красной армии, участник Великой Отечественной войны. Служил командиром 254-й отдельной гужово-транспортной роты Западного, Сталинградского, Южного, 4-го Украинского фронтов; командиром 65-го военно-дорожного отряда 5-го Военно-дорожного управления 1-го и 2-го Белорусских фронтов. Участник советско-японской войны 1945 года.
С июня 1946 года — заместитель председателя исполнительного комитета Ровенского областного совета депутатов трудящихся.

## Звания
- интендант 2-го ранга;
- капитан;
- майор.

## Награды
- дважды орден Красной Звезды (18.01.1944, 11.01.1945);
- орден «Знак Почёта» (23.01.1948);
- медаль «За боевые заслуги» (10.04.1943);
- медаль «За оборону Сталинграда»;
- медаль «За победу над Германией в Великой Отечественной войне 1941—1945 гг.»;
- медаль «За победу над Японией»;
- медали.